# Brigada Piron
La Brigada Piron fue una brigada compuesta por soldados de Bélgica y de Luxemburgo que tomó parte en la batalla de Normandía, así como en la liberación de Bélgica y Holanda, junto a los ejércitos de los Aliados durante la Segunda Guerra Mundial.

## Orígenes
Los orígenes de la Brigada Piron se encuentran en 1940, mediante la organización de las tropas del Ejército belga que habían logrado refugiarse en el Reino Unido junto al Gobierno belga en el exilio en Londres, tras la ocupación de Bélgica en mayo de 1940 por la Wehrmacht, las tropas del Tercer Reich. 
Para reagrupar a las unidades dispersas llegadas al Reino Unido, se creó un Mando de Campo Militar Belga, que se puso al mando del teniente general Chevalier van Strydonk de Burkel, con sede en Tenby, el 25 de mayo de 1940, tres días antes de que el rey de los belgas Leopoldo III firmase la capitulación del Ejército belga. El teniente general Van Strydonk pasó a ser el comandante en jefe de las Fuerzas Belgas Libres en junio de 1940, a la vez que ese mismo mes, el ministro belga Henri Jaspar llamó a todos los belgas a que se le uniesen en el Reino Unido para proseguir el combate contra la Alemania nazi. 
A fines de julio de 1940, las "Fuerzas Belgas Libres" en el Reino Unido reunían a un total de 462 hombres. La llegada al Reino Unido de numerosos refugiados y evadidos procedentes de la Bélgica ocupada por los alemanes permitió sin embargo la creación de diversas unidades militares del ejército de tierra. Dichas tropas recibieron entrenamiento militar en el Reino Unido y en Canadá. En 1942 llegó a Escocia el mayor Jean-Baptiste Piron, quien rápidamente pasó a formar parte de las fuerzas terrestres belgas, recibiendo la misión de perfeccionar el entrenamiento de dichas tropas. Las Fuerzas Belgas Libres quedaron oficialmente a disposición de los Aliados el 4 de junio de 1942, y para finales de dicho año se inició la reestructuración de las fuerzas de tierra belgas, con la creación de la "Primera Agrupación Belga", que quedó bajo el mando del mayor Piron. El entrenamiento de las unidades prosiguió en 1943, mientras que se iniciaron ejercicios de desembarco, en previsión del regreso al continente europeo, a principios de 1944. 
En el mes de marzo, se adscribió a la ya llamada Brigada Piron un contingente luxemburgués, con lo que la Brigada pasó a ser en realidad una unidad mixta belgo-luxemburguesa. Con motivo del llamamiento que se había efectuado a los belgas de todo el mundo, en 1944 se hablaban en la brigada hasta 33 idiomas diferentes.

## La Brigada Piron en Normandía
El Desembarco en Normandía el 6 de junio de 1944 no contó con la Agrupación Belga, con gran decepción de los aproximadamente 2200 hombres que la formaban, pero el mando aliado prefirió reservar a estas tropas para la prevista liberación de Bélgica. Sin embargo, el mayor Piron hizo presiones sobre el Gobierno belga en el exilio, quien a su vez presionó al Gobierno británico para que las tropas belgas fuesen enviadas al frente, afirmando que la moral de la brigada estaba quedando seriamente afectada al no intervenir en los combates. 
Como consecuencia de las presiones ejercidas, el 29 de julio de 1944, la "Primera Agrupación Belga" recibió la orden de mantenerse a punto para intervenir en los combates. Las primeras unidades llegaron a Normandía el 30 de julio, pero la parte principal del contingente belgo-luxemburgués llegó a los puertos de Arromanches y Courseulles el 8 de agosto antes ya hacia el final de los combates de la batalla de Normandía. La Agrupación quedó bajo el mando de la 6.ª División Aerotransportada británica del mayor general Richard Gale, que formaba parte del 1.er Ejército canadiense. Jean-Baptiste Piron, que para entonces ya había alcanzado el grado de coronel, tomó contacto con el Estado Mayor británico, y la Agrupación Belga, que ganó en Normandía el nombre por el que es conocida, "Brigada Piron", recibió su bautismo de fuego el 9 de agosto.
Las tropas belgas pasaron al ataque el 17 de agosto, en el marco de la llamada Operación Paddle, junto a tropas británicas y holandesas. Franceville fue ocupada esa misma tarde, mientras que el 20 de agosto la brigada tomó Varaville. Los carros de combate fueron separados del resto de la brigada, siendo reunidos con los tanques británicos. Dives-sur-Mer y Cabourg fueron tomadas en la mañana del 21 de agosto, para seguir con la toma de Houlgate por la tarde. La brigada tomó Villers-sur-Mer y Deauville el 22 de agosto, y Trouville y Honfleur el 24. Los blindados regresaron con el resto de la brigada el 26 de agosto en Foulbecq, el mismo día en que la Brigada Piron pasó a quedar adscrita a la 49.ª División de Infantería británica. El 29 de agosto, la brigada atravesó el río Sena, avanzando hacia Le Havre dos días después. El ataque a esta última ciudad estaba a punto de iniciarse cuando la brigada fue retirada súbitamente de primera línea. 
Puesto que la Wehrmacht se hallaba por entonces en plena retirada, el día 2 de septiembre se ordenó a la Brigada Piron que se dirigiese a la mayor velocidad posible hacia la frontera belga, ya que el Estado Mayor británico tenía la intención de tomar al día siguiente la capital de Bélgica, Bruselas para lo cual era esencial contar con soldados belgas que sirviesen de guías e intérpretes, además que la participación de la Brigada Piron en la toma de Bruselas era una señal de la restauración de la independencia de Bélgica. La brigada logró pasar la frontera el día 3 de septiembre, tras haber avanzado por carretera durante toda la noche sin descanso, entrando en Bruselas a la mañana siguiente, justo inmediatamente después de que lo hubiesen hecho los británicos.
El paso de la Brigada Piron por Normandía, en la llamada Côte Fleurie, ha dejado numerosos restos (estelas conmemorativas, nombres de vías públicas, tumbas), al igual que sigue vivo en la memoria ciudadana.

## La Brigada Piron en Bélgica y en Holanda
La Brigada Piron entró en Bélgica el 3 de septiembre, por la localidad de Rongy, entrando en Bruselas el 4 de septiembre, justo inmediatamente detrás de las tropas británicas. El 8 septiembre, la brigada tomó parte en la liberación de Lieja.
Durante su avance por territorio belga, la población belga liberada -y hasta miembros de la Resistencia local- les tomaba en ocasiones por canadienses de lengua francesa, sorprendidos ante el hecho de que estaban siendo liberados por una unidad militar formada por sus propios compatriotas.
Tras liberar algunas otras localidades belgas, la brigada entró en territorio de los Países Bajos el 22 de septiembre. Su participación en los combates en los Países Bajos duró hasta el 17 de noviembre de 1944, fecha en la que la unidad fue relevada de primera línea y enviada para un período de descanso a Lovaina. La Brigada Piron regresó al combate en los Países Bajos entre el 11 de abril de 1945 y el final de la guerra el 8 de mayo del mismo año.

## La Brigada Piron en Alemania
La Brigada Piron pasó a mantener en Alemania una de las zonas de ocupación militar de los Aliados, hasta el 15 de diciembre de 1945, fecha en que la unidad fue oficialmente disuelta y la mayoría de sus integrantes se unieron al reconstituido Ejército belga.

### Vídeo
- La Brigade Piron, Bruxelles, SID, DEFENS (Bibliothèque Défense), 40 minutos (en francés).
- Actualité , Bruxelles, Televox, 1994, DEFENS (Bibliothèque Défense), 40 minutos, DEFENS: XXVI.1495 [100003713] (en francés).

### Prensa
- Anonyme, in Vers l’Avenir - I. L'entraînement en Angleterre et la campagne de Normandie. - II. La campagne de Belgique, 10-11 juin 1976 (en francés).
- A., H., in La Dernière Heure, Ce que nous dit le général de Brigade sir Alexander B.G. Stanier (Trente ans après. "Ca m'est arrivé à la libération..."), 3 septembre 1974 (en francés).
- Henri Demaret, La brigade Piron, 39-45 Magazine, N.º 71, 1992, pp. 38-46 (en francés).
- Yves Aublet, La Brigade Piron, l’Athéna sur la Toucques, numéro spécial Juin/septembre 1994, numéro 120/121, Association des amis du musée de Trouville et du Passé Régional. Occupation et Libération de Trouville-Deauville et alentours. pp. 100-105 (en francés).